# Resolució 1939 del Consell de Seguretat de les Nacions Unides
La Resolució 1939 del Consell de Seguretat de les Nacions Unides fou adoptada per unanimitat el 15 de setembre de 2010. Després de recordar les resolucions anteriors sobre la situació al Nepal, inclosa la Resolució 1922 (2010), el Consell va ampliar el mandat de la Missió de les Nacions Unides al Nepal (UNMIN) fins al 15 de gener de 2011 enmig de la preocupació per l'augment de les tensions polítiques al país.
L'extensió de la UNMIN seria la setena i última. En el seu informe, el secretari general Ban Ki-moon va dir que no estava a favor de les extensions repetides de la missió a causa de "crítiques persistents i sense fonament" que deterioraven la seva capacitat de dur a terme el seu mandat, d'acord amb la Resolució 1740 (2007).

## Resolució

### Observacions
En el preàmbul de la resolució, el Consell va reafirmar l'Acord Global de Pau i els acords posteriors cap a un acord durador. Va reconèixer la voluntat del poble nepalès per la pau i la democràcia i va expressar la seva voluntat de seguir donant suport al procés de pau. Observant que el termini per a la promulgació d'una nova constitució del Nepal es va ampliar fins al 28 de maig de 2011, el Consell també va assenyalar tensions polítiques recents al país. Va demanar a tots els partits polítics al Nepal que resolguessin les seves diferències a través de les negociacions, tot reconeixent el paper de la societat civil, la protecció dels drets humans i els rols dels grups marginats en la transició.

### Actes
El mandat de la UNMIN es va ampliar després d'una sol·licitud del Govern del Nepal, tenint en compte que alguns elements del seu mandat havien estat realitzats i els treballs en curs sobre el seguiment de la gestió de les armes. A més, el Consell també va decidir que el mandat de la UNMIN acabaria el 15 de gener de 2011 i abandonaria el país i va demanar a totes les parts que vetllessin per la finalització del mandat de la UNMIN en aquesta data.
La resolució va instar al govern nepalès i al Partit Comunista del Nepal (Maoista) a implementar un acord a partir del 13 de setembre de 2010, a més d'un pla per a la integració i rehabilitació del personal de l'exèrcit maoista. Tots els partits polítics nepalesos van ser encoratjats a cooperar, comprometre's i aconseguir consensos perquè el país continués la transició cap al futur democràtic. A més, es va demanar a les parts que garantissin la seguretat i llibertat de moviment per al personal de la UNMIN.
Finalment, es va demanar al secretari general Ban Ki-moon que informés sobre les discussions entre les Nacions Unides, el govern netament nepalès i els partits polítics abans del 15 d'octubre de 2010.